# David Parker (Schwimmer)
David Geoffrey Parker (* 18. Februar 1959 in Coventry; † 25. Mai 2010) war ein britischer Schwimmer. Er gewann eine Bronzemedaille bei Weltmeisterschaften.

## Karriere
David Parker schwamm für den City of Coventry Swimming Club.
Im Alter von 16 Jahren erreichte Parker bei den Weltmeisterschaften 1975 in Cali den Endlauf über 1500 Meter Freistil. Im Finale siegten mit Tim Shaw und Brian Goodell zwei Schwimmer aus den Vereinigten Staaten. 19 Sekunden nach Goodell schlug Parker nach 15:58,21 Minuten als Dritter an, sieben Sekunden hinter ihm wurde Frank Pfütze aus der DDR Vierter vor seinem Landsmann Rainer Strohbach. Bei den Olympischen Spielen 1976 in Montreal verbesserte Parker den britischen Rekord im Vorlauf auf 15:46,60 Minuten, schwamm aber nur die zwölftschnellste Vorlaufzeit. Für eine Finalteilnahme hätte Parker neun Sekunden schneller sein müssen. 1977 bei den Europameisterschaften in Jönköping wurde Parker in 15:42,55 Minuten Sechster, zwölf Sekunden hinter dem Jugoslawen Borut Petrič, der die Bronzemedaille gewann.
Parker erhielt ein Sportstipendium und ging an die University of Miami, kehrte aber bereits nach einem Jahr zurück. Nach zwei Jahren im Polizeidienst eröffnete er ein Geschäft für Badebekleidung, das er fast dreißig Jahre betrieb. Kurz nachdem er sein Geschäft verkauft hatte, starb er an einem Herzainfarkt.